# 藍背黍鯡
藍背黍鯡為輻鰭魚綱鲱形目鲱科的其中一種，分布於西南太平洋的紐西蘭海域，棲息深度可達72公尺，體長可達12公分，棲息在沿海的迴游性魚類，可做為食用魚，生活習性不明。

## 擴展閱讀
維基物種上的相關：藍背黍鯡